# Life's Backward Glances
Life's Backward Glances - Solo and Quartet is een boxset uit 2008 met drie albums van de Amerikaanse jazzpianist Steve Kuhn. De cd-box bevat heruitgaven die op elpee waren uitgebracht via ECM Records, maar in 2008 niet meer verkrijgbaar waren. De drie waren door het platenlabel tot dan toe ook niet wereldwijd op compact disc uitgebracht. Alleen Ecstasy was wel al eerder op de Japanse markt uitgebracht via ECM Japan, maar in gelimiteerde oplage.
De boxset bevat heruitgaven van:
- Motility en
- Playground.
- Ecstasy

De titel verwijst naar het jazznummer 'Life's Backward Glances', dat tweemaal voorkomt in de boxset, op Ecstasy en op Playground.
De boxset is eenmalig uitgebracht.